# Galactites
Galactites là một chi thực vật có hoa trong họ Cúc (Asteraceae).

## Loài
Chi Galactites gồm các loài: